# Пинос (муниципалитет)
Пинос (исп. Pinos) — муниципалитет в Мексике, входит в штат Сакатекас. Население 14 414 человека.

## История
Город основан в 1594 году .